# Микільська сільська рада (Міловський район)
| Микільська сільська рада — колишній орган місцевого самоврядування у Міловському районі Луганської області з адміністративним центром у с. Микільське. Водоймища на території, підпорядкованій даній раді: річка Комишна. Сільській раді підпорядковані населені пункти: - с. Микільське - с. Благодатне - с. Водянолипове - с. Діброва - с. Хоминське - с. Червона Зоря |

## Склад ради
Рада складалася з 16 депутатів та голови.

### Керівний склад ради
| ПІБ                       | Основні відомості                                                         | Дата обрання | Дата звільнення |
| ------------------------- | ------------------------------------------------------------------------- | ------------ | --------------- |
| Бриль Василь Іванович     | Сільський голова, 1948 року народження, освіта, член народної партії      | 26.03.2006   | 31.10.2010      |
| Кошута Юрій Олександрович | Сільський голова, 1946 року народження, освіта вища, член народної партії | 31.10.2010   |                 |

Примітка: таблиця складена за даними джерела